# Bukaresti Tudományos Műhely
A 2009-ben alakult Bukaresti Tudományos Műhely (BTM) a Magyar Tudományos Akadémia Kolozsvári Akadémiai Bizottságának a Bukaresti Regionális Munkabizottsága. Az MTA-KAB többi szak- és munkabizottságától eltérőn, a BTM interdiszciplináris tudományos csoport, mely több szakterületről gyűjti egybe a bukaresti illentőségű szaktekintélyeket. A BTM megválasztott elnöke Demény Lajos.
A BTM feladatának tekinti a szervezést, a kapcsolatteremtést, hogy a bukaresti magyar kutatók, kutatóműhelyek, a felsőoktatásban is foglalkoztatott oktatóik megismerjék egymást, szakmai kapcsolatot alakíthassanak ki egymással, illetve a Magyar Tudományos Akadémiával.